# João Carlos da Costa Moniz
João Carlos da Costa Moniz (Agualva, 19 de Maio de 1882 — Angra do Heroísmo, 14 de Julho de 1955) foi um folclorista e compositor do regionalismo musical açoriano que se destacou pelos seus estudos musicológicos. Foi um dos fundadores do Instituto Histórico da Ilha Terceira.

## Biografia
Nasceu na freguesia da Agualva, concelho da Praia da Vitória, filho de um funcionário da Direcção de Obras Públicas do distrito. Em 1899 a família fixou-se na cidade de Angra do Heroísmo, podendo então João Carlos da Costa Moniz dedicar-se a estudos musicais, principalmente ao violino, ainda que fosse sempre um autodidacta, já que não existia formação organizada naquela cidade. Paralelamente aos estudos musicais, empregou-se como guarda-livros da casa comercial de Jacinto Carlos da Silva, o visconde de Agualva, emprego que manteria durante toda a vida.
Dedicou-se à música ligeira e fundou uma orquestra em Angra, obtendo grande êxito. As suas composições foram amplamente utilizadas em eventos festivos. A partir de 1929 passou a dedicar-se ao estudo da música tradicional da Terceira e com base nela a compor, deixando várias obras, entre as quais as mais conhecidas são duas rapsódias de cantos populares terceirenses e uma marcha regional. Musicou também poemas de João Ilhéu e preparou arranjos de modos regionais para orfeão.
Foi um folclorista de grande êxito, elogiado por compositores da sua época e também se dedicou à recolha da música popular e tradicional da Terceira, o que lhe valeu o convite para sócio fundador do Instituto Histórico da Ilha Terceira.